# Fengyan
Fengyan (kinesiska: 峰岩) är en socken i sydvästra Kina. Den ligger i stadsdistriktet Nanchuan, i storstadsområdet Chongqing, omkring 63 kilometer sydost om det centrala stadsdistriktet Yuzhong. Antalet invånare är 6 473. Befolkningen består av 3 176 kvinnor och 3 297 män. Barn under 15 år utgör 19,0 %, vuxna 15-64 år 61 %, och äldre över 65 år 19,0 %.